# Празеодимундекацинк
Празеодимундекацинк — бинарное неорганическое соединение
празеодима и цинка
с формулой PrZn11,
кристаллы.

## Получение
- Сплавление стехиометрических количеств чистых веществ:

{\displaystyle {\mathsf {Pr+11Zn\ {\xrightarrow {743^{o}C}}\ PrZn_{11}}}}

## Физические свойства
Празеодимундекацинк образует кристаллы
тетрагональной сингонии,
пространственная группа I 41/amd,
параметры ячейки a = 1,0646 нм, c = 0,6850 нм, Z = 4,
структура типа ундекакадмийбария BaCd11
.
Соединение образуется по перитектической реакции при температуре 743°C.